# Humboldt (circonscription saskatchewanaise)
Pour les articles homonymes, voir Humboldt.
Circonscription électorale provinciale du Canada
Humboldt est une ancienne circonscription électorale provinciale de la Saskatchewan au Canada. Elle est représentée à l'Assemblée législative de la Saskatchewan de 1905 à 2016.
Humboldt fait partie des 25 circonscriptions initiales suivant la création de la Saskatchewan en 1905.

## Géographie
La circonscription comprenait les villes de Humboldt, Lanigan, Allan, Colonsay, Aberdeen, Clavet (en) et Bruno, ainsi que les villages de Vonda, Viscount (en), Muenster et Meacham (en).

## Liste des députés
| Parlement | Années    | Député                             | Député                     | Parti                     |
| Humboldt | Humboldt  | Humboldt                           | Humboldt                   | Humboldt                  |
| --- | --------- | ---------------------------------- | -------------------------- | ------------------------- |
| 1re | 1905–1908 |                                    | David Bradley Neely (en)   | Libéral                   |
| 2e | 1908–1908 |                                    | David Bradley Neely (en)   | Libéral                   |
| 2e | 1908-1912 | William Richard Motherwell         |                            | Libéral                   |
| 3e | 1912–1917 | William Ferdinand Alphonse Turgeon |                            | Libéral                   |
| 4e | 1917–1921 | William Ferdinand Alphonse Turgeon |                            | Libéral                   |
| 5e | 1921–1925 | Henry Mathies Therres              |                            | Libéral                   |
| 6e | 1925–1929 | Henry Mathies Therres              |                            | Libéral indépendant       |
| 7e | 1929–1934 | Henry Mathies Therres              |                            | Libéral                   |
| 8e | 1934–1935 | James Hogan (en)                   |                            | Libéral                   |
| 8e | 1935-1938 | James Chisholm King (en)           |                            | Libéral                   |
| 9e | 1938–1938 | James Chisholm King (en)           |                            | Libéral                   |
| 9e | 1938-1944 |                                    | Joseph William Burton (en) | CCF                       |
| 10e | 1944–1948 | Ben Putnam (en)                    |                            | CCF                       |
| 11e | 1948–1952 |                                    | Arnold William Loehr (en)  | Libéral                   |
| 12e | 1952–1956 |                                    | Joseph William Burton (en) | CCF                       |
| 13e | 1956–1960 |                                    | Mary John Batten (en)      | Libéral                   |
| 14e | 1960–1964 |                                    | Mary John Batten (en)      | Libéral                   |
| 15e | 1964–1967 | Mathieu Theodore Breker (en)       |                            | Libéral                   |
| 16e | 1967–1971 | Mathieu Theodore Breker (en)       |                            | Libéral                   |
| 17e | 1971–1975 |                                    | Ed Tchorzewski             | Néo-démocrate             |
| 18e | 1975–1978 |                                    | Ed Tchorzewski             | Néo-démocrate             |
| 19e | 1978–1982 |                                    | Ed Tchorzewski             | Néo-démocrate             |
| 20e | 1982–1986 |                                    | Louis Domotor              | Progressiste-conservateur |
| 21e | 1986–1991 |                                    | Eric Upshall               | Néo-démocrate             |
| 22e | 1991–1995 |                                    | Eric Upshall               | Néo-démocrate             |
| 23e | 1995–1997 |                                    | Arlene Julé                | Libéral                   |
| 23e | 1997-1999 |                                    | Arlene Julé                | Saskatchewanais           |
| 24e | 1999–2003 |                                    | Arlene Julé                | Saskatchewanais           |
| 25e | 2003–2007 | Donna Harpauer                     |                            | Saskatchewanais           |
| 26e | 2007–2011 | Donna Harpauer                     |                            | Saskatchewanais           |
| 27e | 2011–2016 | Donna Harpauer                     |                            | Saskatchewanais           |
| Circonscription redistribuée dans Humboldt-Watrous, Saskatoon Stonebridge-Dakota, Batoche, Melfort et Arm River |           |                                    |                            |                           |